# 玉子焼き鍋

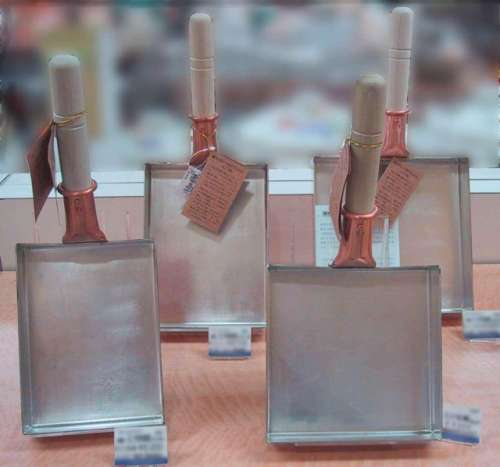
玉子焼き鍋

玉子焼き鍋もしくは卵焼き鍋（たまごやきなべ）とは、卵焼きやだし巻き卵を作ることを目的とした専用の調理器具。卵焼き器（たまごやきき）とも称される。

## 種類
卵焼きを作る道具には東型（関東型）・角型と呼ぶ正方形のものと、西型（関西型）・角長型と呼ぶ長方形のものがある。
関西のだし巻き卵は調理の過程で巻きながら成形するのが一般的であることから、縦長となっている。一方、関東では寿司店（江戸前寿司）のように具材を加えた卵液にじっくり火を通して作る卵焼きや、築地などにみられる老舗店のように半分に折り返して成形する卵焼きが一般的であることから、正方形となっている。また、角型には調理や成形の際に用いる木蓋が付いている。寿司屋の玉子焼きは返さずに弱火でじっくりと焼き上げることから、持ち柄はむしろ邪魔になるとして取り外されることも多い。
家庭用として販売されている商品はほぼすべてが角長型であり、角型は業務用としての流通がほとんどである。

## 素材
鍋の材料にはステンレス鋼や銅、アルミニウム合金などが用いられる。特に銅製のものは熱伝導率が高いことから、熱が均一に伝わりやすくふっくらと仕上がる。蓄熱性を利用して南部鉄を用いた「南部鉄器の玉子焼器」も販売されている。

## 製造
銅製品では、錫を用いてコーティングを行う。錫引き・錫メッキ・スズ焼付けの前準備として融剤で表面を綺麗に洗浄した後、温度調整をしながら錫でコーティングを施していく。終了後は内側に付着した融剤を洗い流し、研磨することで本体が完成する。
柄の差込口であるパイプを取り付け、その片方を潰して内側に飛び出ない鋲を使い、本体の内側から留める。差込口となるパイプは切断パイプが一般的だが、かつては1枚の銅板から精製していた。柄は白木など様々である。